# 5 век
V век започва на 1 януари 401 г. и свършва на 31 декември 500 г.

## Събития
- в „Историята“ на арменския историк Мойсей Хоренски се споменават земите на българите, намиращи се северно от Кавказ.
- първа половина – предполагаемо разделяне на утигури и кутригури
- 493 – 499 г. – нападения на кутригурите на Балканския полуостров
- 476 г. – край на Западната Римска империя.

## Личности
- Кирил Александрийски – християнски теолог, светец и патриарх на Александрия
- Теодосий II – източен римски император
- Атила – хунски вожд